# 诺特定理
诺特定理是理论物理的中心结果之一，它表达了每个连续对称性都有着相应的守恒定律。例如，物理定律不随着时间而改变，这表示它们有关于时间的某种对称性。舉例來說，若現實中重力的强度每天都有所改变，就會违反能量守恒定律，因为觀察者可以在重力弱的那天把重物举起，然后在重力强的时候放下来，这样就得到了比一开始输入的更多的能量。
诺特定理对于所有基于作用量原理的物理定律是成立的。它得名于20世纪初的数学家埃米·诺特。诺特定理和量子力学深刻相关，因为它仅用经典力学的原理就可以认出和海森堡测不准原理相关的物理量（譬如位置和动量）。

## 定理的数学表述
对该定理一种比较完善的表述方法为：
对于每个局部作用下的可微对称性，存在一个对应的守恒流。

### 解释
上述命题中的“对称性”一词精确一点来说是指物理定律在满足某种技术要求的一维李群作用下所满足的协变性。物理量的守恒定律通常用连续性方程表达。
定理的形式化命题仅从不变性条件就导出和一个守恒的物理量相应的流的表达式。该守恒量称为诺特荷，而该流称为诺特流。诺特流至多相差一个无散度向量场。

## 应用
诺特定理的应用帮助物理学家在物理的任何一般理论中通过分析各种使得所涉及的定律的形式保持不变的变换而获得深刻的洞察力。例如：
- 对于物理系统对于空间平移的不变性（换言之，物理定律不随着空间中的位置而变化）给出了动量的守恒律；
- 对于转动的不变性给出了角动量的守恒律；
- 对于时间平移的不变性给出了著名的能量守恒定律。

在量子场论中，和诺特定理相似，沃德-高桥恒等式（Ward-Takahashi）产生出更多的守恒定律，例如从电势和向量势的规范不变性得出电荷的守恒。
诺特荷也被用于计算静态黑洞的熵1。

## 证明
设有一个n维流形M以及一个目标流形T。令{\displaystyle {\mathcal {C}}}为从M到T的光滑函数组成的位形空间。（更一般的情况下，可以有一个M上的纤维丛的光滑截面）
物理学中这样的"M"的例子包括：
- 经典力学上，哈密顿表述中，M是一个一维流形R，代表时间而目标空间是广义位置的空间的余切丛。
- 场论中，M是时空流形，而目标空间是场在任何给定可取的值的集合。例如，如果有m个实值标量场，φ1,...,φm，则目标流形是Rm。若流形是一个实向量场，则目标流形同构于R3。

现在设有一个泛函
{\displaystyle S:{\mathcal {C}}\rightarrow \mathbb {R} ,}
称为作用量。（注意它在{\displaystyle \mathbb {R} }中而非{\displaystyle \mathbb {C} }中取值；这是有物理原因的，并且并不影响本证明。）
要得到通常版本的诺特定理，需要对作用量作额外的限制。假设S[φ]是M上的如下函数的积分
{\displaystyle {\mathcal {L}}(\varphi ,\partial _{\mu }\varphi ,x)}
称为拉格朗日量，它依赖于φ，包括它在各点的导数和位置。换句话说，
对于{\displaystyle {\mathcal {C}}}中的φ
{\displaystyle S[\varphi ]\equiv \int _{M}d^{n}x{\mathcal {L}}[\varphi (x),\partial _{\mu }\varphi (x),x].}
若能给出边界条件，也即，在M为紧致的情况下φ在边界的取值，或者在x趋向∞时，φ的极限。则{\displaystyle {\mathcal {C}}}的由满足如下两个条件的φ组成的子空间就是在壳解的子空间，其一是φ的S的泛函导数为零，也即：
{\displaystyle {\frac {\delta }{\delta \phi (x)}}S[\phi ]=0}
其二是φ满足给定边界条件。（参看稳定作用量原理）
现在，假设有一个无穷小变换，定义在{\displaystyle {\mathcal {C}}}上，它由一个泛函求导Q生成，满足
{\displaystyle Q\left[\int _{N}d^{n}x{\mathcal {L}}\right]=\int _{\partial N}ds_{\mu }f^{\mu }[\phi (x),\partial \phi ,\partial \partial \phi ,...]}
对于所有紧致子流形N成立，换句话讲（散度定理），
{\displaystyle Q[{\mathcal {L}}(x)]=\partial _{\mu }f^{\mu }(x)}
对于所有x成立，其中令{\displaystyle {\mathcal {L}}(x)={\mathcal {L}}[\phi (x),\partial _{\mu }\phi (x),x]}。
若这在在壳和离壳都成立，則称Q生成一个离壳对称性。若只在在壳情况成立，称Q生成在壳对称性。
並且，称Q是单参数对称性李群的生成元。
现在，对于每个N，因为欧拉-拉格朗日方程，在壳（只有在壳）上，可以有
| {\displaystyle Q\left[\int _{N}d^{n}x{\mathcal {L}}\right]} | {\displaystyle =\int _{N}d^{n}x\left[{\frac {\partial {\mathcal {L}}}{\partial \phi }}-\partial _{\mu }{\frac {\partial {\mathcal {L}}}{\partial (\partial _{\mu }\phi )}}\right]Q[\phi ]+\int _{\partial N}ds_{\mu }{\frac {\partial {\mathcal {L}}}{\partial (\partial _{\mu }\phi )}}Q[\phi ]} |
|                                                             | {\displaystyle =\int _{\partial N}ds_{\mu }{\frac {\partial {\mathcal {L}}}{\partial (\partial _{\mu }\phi )}}Q[\phi ].} |
因为这对于所有N成立，所以有
{\displaystyle \partial _{\mu }\left[{\frac {\partial {\mathcal {L}}}{\partial (\partial _{\mu }\phi )}}Q[\phi ]-f^{\mu }\right]=0.}
但这无非就是对于如下的流的连续性方程
{\displaystyle J^{\mu }\equiv {\frac {\partial {\mathcal {L}}}{\partial (\partial _{\mu }\phi )}}Q[\phi ]-f^{\mu }}
这被称为和该对称性相关的诺特流（Noether current）。该连续性方程说明如果对这个流在空间式切片上积分，就可以得到称为诺特荷的守恒量（当然，必须假定M非紧致时，该流趋向无穷远处时下降足够快）。

### 评论
诺特定理实际上是边界条件和变分原理的关系的反映。假设作用量没有边界项，诺特定理意味着
{\displaystyle \int _{\partial N}ds_{\mu }J^{\mu }=0.}
诺特定理是一个在壳定理。诺特定理的量子化版本是沃德-高桥恒等式。
假定有两个对称性求导Q1和Q2。则[Q1,Q2]也是一个对称性求导。显式地来看
{\displaystyle Q_{1}[{\mathcal {L}}]=\partial _{\mu }f_{1}^{\mu }}
及
{\displaystyle Q_{2}[{\mathcal {L}}]=\partial _{\mu }f_{2}^{\mu }}
(这个是否离壳或仅仅在壳成立无关紧要）。则，
{\displaystyle [Q_{1},Q_{2}][{\mathcal {L}}]=Q_{1}[Q_{2}[{\mathcal {L}}]]-Q_{2}[Q_{1}[{\mathcal {L}}]]=\partial _{\mu }f_{12}^{\mu }}
其中f12=Q1[f2μ]-Q2[f1μ]。所以，
{\displaystyle j_{12}^{\mu }=\left({\frac {\partial }{\partial (\partial _{\mu }\phi )}}{\mathcal {L}}\right)(Q_{1}[Q_{2}[\phi ]]-Q_{2}[Q_{1}[\phi ]])-f_{12}^{\mu }.}
这表明可以（简单地）将诺特定理扩张到更大的李代数上。

### 证明的一般化
这个推理可以应用到任何求导过程Q，不只是对称性求导，也可以是更一般的泛函微分作用，包括拉格朗日量依赖于场的更高阶的导数以及非局部作用量的情况。令ε为任意时空（或时间）流形的光滑函数，满足其支撑的闭包和边界不交。ε是一个测试函数。则根据变分原理（附带说一下，它不适用于边界），由q[ε][φ(x)]=ε(x)Q[φ(x)]生成的求导分布q满足q[ε][S]=0对于任何在壳的ε成立，或者可以简写为q(x)[S]对于所有不在边界上的x（注意q(x)是求导分布的简写，通常不是用x参数化的求导）。这就是诺特定理的一般化。
要看出这个一般化和上面的版本如何对应，可以假设作用量就是只依赖于φ及其一阶导数的时空积分。并且，假设
{\displaystyle Q[{\mathcal {L}}]=\partial _{\mu }f^{\mu }}
（离壳或仅仅在壳都可以）。则，
{\displaystyle q[\epsilon ][S]=\int d^{d}xq[\epsilon ][{\mathcal {L}}]}
{\displaystyle =\int d^{d}x\left({\frac {\partial }{\partial \phi }}{\mathcal {L}}\right)\epsilon Q[\phi ]+\left[{\frac {\partial }{\partial (\partial _{\mu }\phi )}}{\mathcal {L}}\right]\partial _{\mu }(\epsilon Q[\phi ])}
{\displaystyle =\int d^{d}x\epsilon \partial _{\mu }{\Bigg \{}f^{\mu }-\left[{\frac {\partial }{\partial (\partial _{\mu }\phi )}}{\mathcal {L}}\right]Q[\phi ]{\Bigg \}}}
对于所有ε成立。
更一般地讲，如果拉格朗日量依赖于高阶导数，则
{\displaystyle \partial _{\mu }\left[f^{\mu }-\left[{\frac {\partial }{\partial (\partial _{\mu }\phi )}}{\mathcal {L}}\right]Q[\phi ]-2\left[{\frac {\partial }{\partial (\partial _{\mu }\partial _{\nu }\phi )}}\right]\partial _{\nu }Q[\phi ]+\partial _{\nu }\left[\left[{\frac {\partial }{\partial (\partial _{\mu }\partial _{\nu }\phi )}}{\mathcal {L}}\right]Q[\phi ]\right]-\,\cdots \right]=0.}

## 例子

### 例1：能量守恒
考慮一个特殊情况：

设有一个质量为m，坐标为x，在势能V影响下运动，坐标为t的牛顿粒子。其作用量S为：
| {\displaystyle S[x]\,} | {\displaystyle =\int {\mathcal {L}}[x(t),{\dot {x}}(t)]dt}                                            |
|                        | {\displaystyle =\int \left\{{\frac {m}{2}}g_{ij}{\dot {x}}^{i}(t){\dot {x}}^{j}(t)-V[x(t)]\right\}dt} |
（也即，在一个弯曲黎曼空间（但不是弯曲时空）中运动的一个牛顿质点，该空间度量为g，质点势能为V）。
取Q为时间平移的生成元。换句话说，{\displaystyle Q[x(t)]={\dot {x}}(t)}。 [量子场理论学家经常在方程右边加上一个因子i]。 注意
{\displaystyle Q[{\mathcal {L}}]=mg_{ij}{\dot {x}}^{i}{\ddot {x}}^{j}-{\frac {\partial }{\partial x^{i}}}V(x){\dot {x}}^{i}.}
这有如下形式
{\displaystyle {\frac {d}{dt}}\left[{\frac {m}{2}}g_{ij}{\dot {x}}^{i}{\dot {x}}^{j}-V(x)\right]}
所以可以令
{\displaystyle f={\frac {m}{2}}g_{ij}{\dot {x}}^{i}{\dot {x}}^{j}-V(x).}
则，
| {\displaystyle j\,} | {\displaystyle =\left({\frac {\partial }{\partial {\dot {x}}^{i}}}{\mathcal {L}}\right)Q[x]-f}                          |
|                     | {\displaystyle =mg_{ij}{\dot {x}}^{j}{\dot {x}}^{i}-\left[{\frac {m}{2}}g_{ij}{\dot {x}}^{i}{\dot {x}}^{j}-V(x)\right]} |
|                     | {\displaystyle ={\frac {m}{2}}g_{ij}{\dot {x}}^{i}{\dot {x}}^{j}+V(x).}                                                 |
可以认出右边就是能量，而诺特定理就是说{\displaystyle {\dot {j}}=0} （也即，能量守恒就是时间平移的不变性的结果）。
更一般的来讲，若拉格朗日量不显式依赖于时间，如下物理量
{\displaystyle \sum _{i}\left({\frac {\partial }{\partial {\dot {x}}^{i}}}{\mathcal {L}}\right){\dot {x^{i}}}-{\mathcal {L}}}
（称为哈密顿量）是守恒的。

### 例2：线性动量守恒
继续使用一维时间。这次，令
| {\displaystyle S[{\vec {x}}]\,} | {\displaystyle =\int dt{\mathcal {L}}[{\vec {x}}(t),{\dot {\vec {x}}}(t)]} |
|                                 | {\displaystyle =\int dt\left[\sum _{\alpha =1}^{N}{\frac {m_{\alpha }}{2}}({\dot {\vec {x}}}_{\alpha })^{2}-\sum _{\alpha <\beta }V_{\alpha \beta }({\vec {x}}_{\beta }-{\vec {x}}_{\alpha })\right]} |
也即N个势能只依赖于两两相对位移的牛顿质点。
对于{\displaystyle {\vec {Q}}}，考虑平移变换的生成元（也即坐标系的变换）。换句话说，
{\displaystyle Q_{i}[x_{\alpha }^{j}(t)]=\delta _{i}^{j}.}
注意
{\displaystyle Q_{i}[{\mathcal {L}}]=0}
所以令
{\displaystyle {\vec {f}}=0.}
则，
{\displaystyle {\vec {J_{i}}}=\sum _{\alpha }\left({\frac {\partial }{\partial {\dot {\vec {x}}}_{\alpha }}}{\mathcal {L}}\right)\cdot {\vec {Q}}[{\vec {x}}_{\alpha }]-{\vec {f}}}
{\displaystyle =\sum _{\alpha }m_{\alpha }{\dot {\vec {x}}}_{\alpha }^{i}}
诺特定理表明{\displaystyle {\dot {\vec {J_{i}}}}=0} (说明每个方向上的总动量守恒来自该方向上的平移不变性).

### 例3
上面的两个例子都是在一维流形（时间）上的。下面来探討一个时空中的例子，若考虑(3＋1)-闵可夫斯基时空中的无质量有一个四次势的标量场的共形变换。
| {\displaystyle S[\phi ]\,} | {\displaystyle =\int d^{4}x{\mathcal {L}}[\phi (x),\partial _{\mu }\phi (x)]}                                       |
|                            | {\displaystyle =\int d^{4}x\left({\frac {1}{2}}\partial ^{\mu }\phi \partial _{\mu }\phi -\lambda \phi ^{4}\right)} |
取Q为时空缩放的生成元。换句话说，
{\displaystyle Q[\phi (x)]=x^{\mu }\partial _{\mu }\phi (x)+\phi (x).}
右手边的第二项是由于φ的“共形权重”。注意
{\displaystyle Q[{\mathcal {L}}]=\partial ^{\mu }\phi \left(\partial _{\mu }\phi +x^{\nu }\partial _{\mu }\partial _{\nu }\phi +\partial _{\mu }\phi \right)-4\lambda \phi ^{3}\left(x^{\mu }\partial _{\mu }\phi +\phi \right).}
这有以下形式（其中进行了空指标的变换）
{\displaystyle \partial _{\mu }\left[{\frac {1}{2}}x^{\mu }\partial ^{\nu }\phi \partial _{\nu }\phi -\lambda x^{\mu }\phi ^{4}\right]=\partial _{\mu }\left(x^{\mu }{\mathcal {L}}\right)}
並令以下
{\displaystyle f^{\mu }=x^{\mu }{\mathcal {L}}.\,}
则， 
{\displaystyle j^{\mu }=\left[{\frac {\partial }{\partial (\partial _{\mu }\phi )}}{\mathcal {L}}\right]Q[\phi ]-f^{\mu }}
{\displaystyle =\partial ^{\mu }\phi \left(x^{\nu }\partial _{\nu }\phi +\phi \right)-x^{\mu }\left({\frac {1}{2}}\partial ^{\nu }\phi \partial _{\nu }\phi -\lambda \phi ^{4}\right).}
诺特定理表明{\displaystyle \partial _{\mu }j^{\mu }=0} （可以直接将欧拉－拉格朗日方程代入左边验证）。
（註：如果要找出该方程的沃德-高桥版本，会遇到异常问题。）

## 参看
- 荷 (物理)
- 拉普拉斯-龍格-冷次向量
- 诺特第二定理